# Isole Duff
Le Isole Duff (in inglese Duff Islands) sono un piccolo gruppo di isole che si trovano nel nordest delle Isole Santa Cruz, che fanno parte delle Isole Salomone, provincia di Temotu. Erano anche conosciute come Wilson Islands.

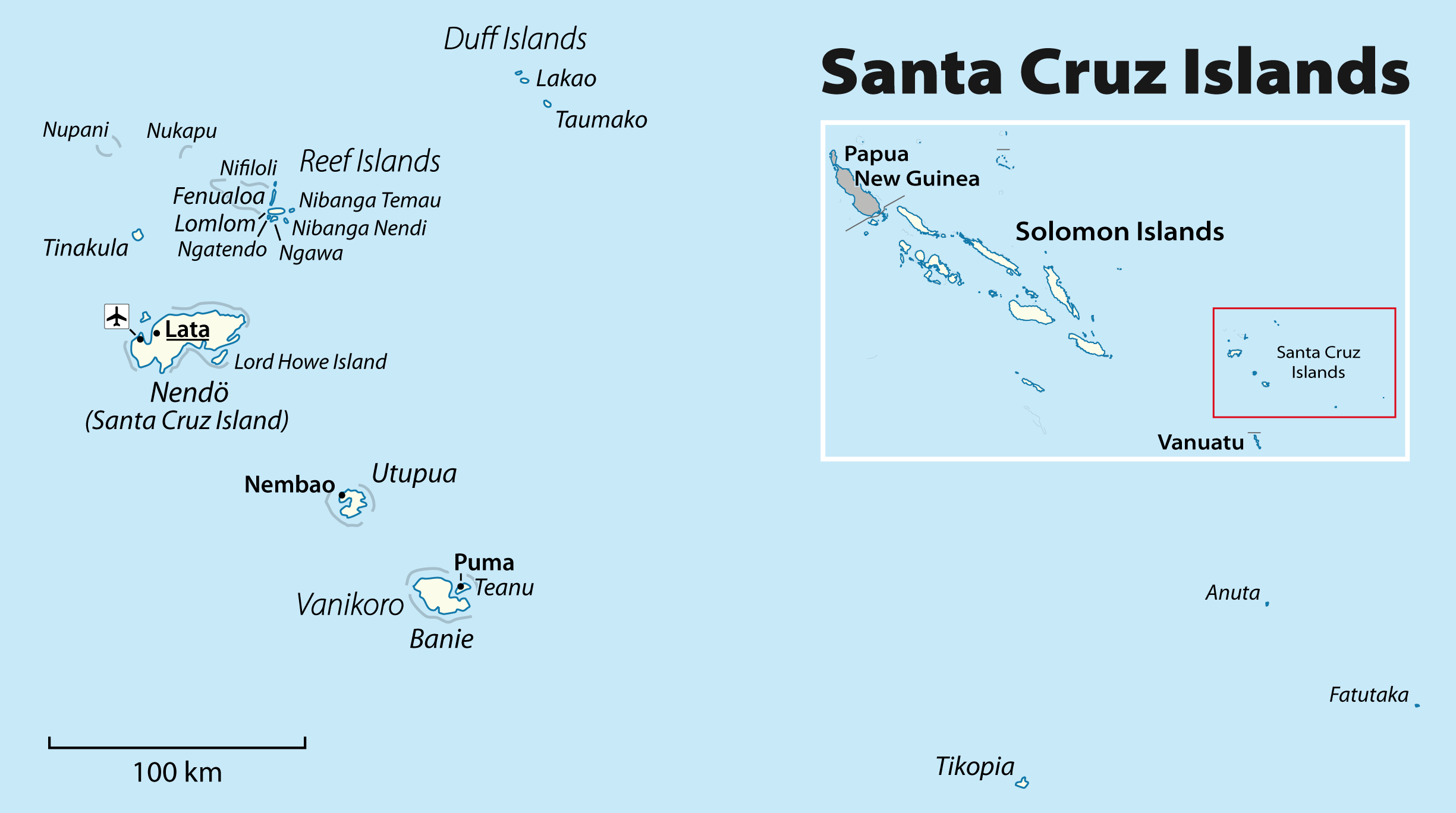

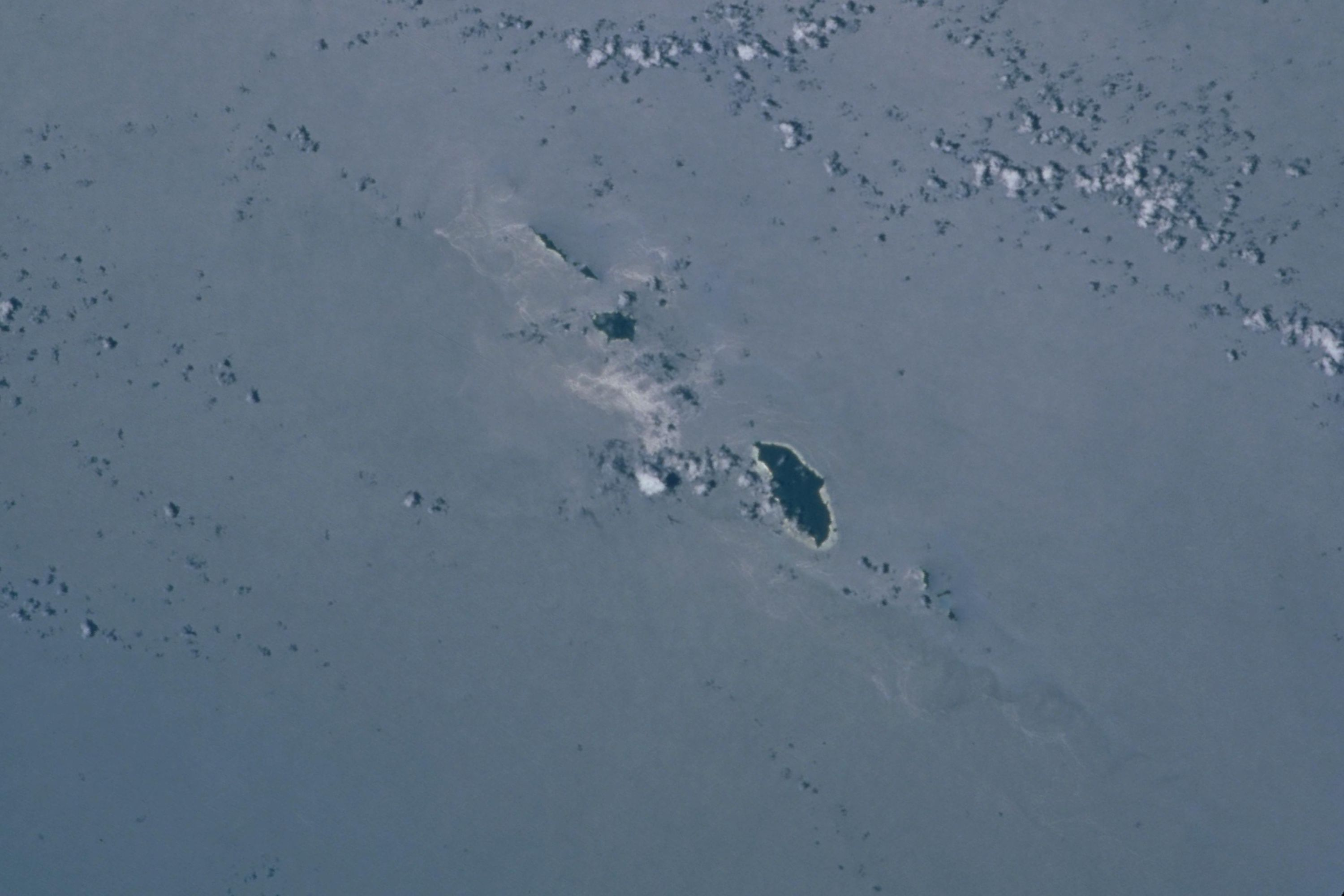
Le Isole Duff Islands dallo spazio.

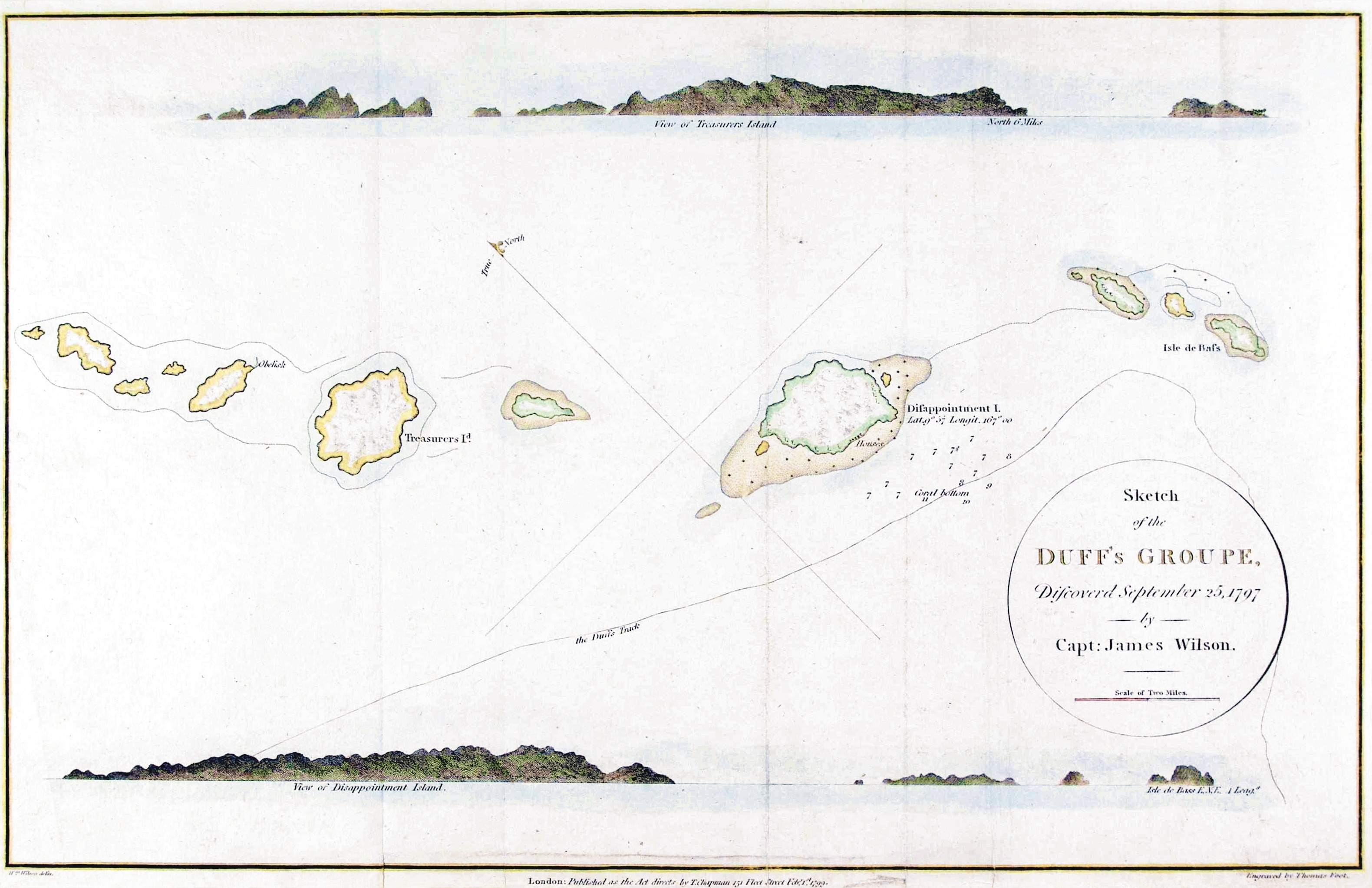
Mappa del 1799

## Geografia
Le Isole Duff consistono in:
- Taumako, l'isola principale con accanto Tahua, Tohua e Tatumotu.
- Le Isole Bass: Lua, Kaa e Loreva
- Treasurer's Islands: Tuleki (Nula), Elingi (Obelisk Island), Te Aku (Te Ako), Lakao e Ulaka.

Ci sono circa 500 abitanti che sono polinesiani e parlano la lingua vaeakau-taumako.